# Траузелла
Траузелла (итал. Trausella, пьем. Trausela) — коммуна в Италии, располагается в области Пьемонт, в провинции Турин.
Население составляет 131 человек (2011 г.), плотность населения составляет 12 чел./км². Занимает площадь 12 км². Почтовый индекс — 10080. Телефонный код — 0125.
Покровителем коммуны почитается святой Грат Аостский, празднование 7 сентября.

## Демография
Динамика населения:

## Администрация коммуны
- Официальный сайт: